# Emna Menif
Emna Menif ou Emna Mnif, née le 21 mars 1967 à Tunis, est une femme politique et professeur de médecine tunisienne. 

## Biographie

### Carrière professionnelle
Ayant vécu sa jeunesse avec des parents séparés, elle tente de financer ses études seule. De 1986 à 1990, elle est pigiste au journal La Presse de Tunisie.
Diplômée de la faculté de médecine de Tunis, où elle enseigne désormais, spécialisée en radiologie, elle est chef de service et membre du conseil d'administration à l'hôpital La Rabta de Tunis ; elle est également membre du Conseil de l'Ordre des médecins et secrétaire générale adjointe du syndicat des médecins hospitalo-universitaires,.

### Parcours politique
Engagée en politique après la révolution de 2011, elle est membre fondatrice, membre du comité central et du comité directeur, porte-parole et responsable du pôle politique du parti Afek Tounes. Elle démissionne le 1er novembre 2011, citant les mauvais résultats enregistrés par le parti lors de l'élection de l'Assemblée constituante du 23 octobre et des divergences profondes avec le directeur exécutif du parti. Elle crée en décembre 2011 le mouvement citoyen Kolna Tounes, dont elle est la porte-parole.